# باغ منشی‌باشی
ساختمان و باغ منشی باشی یکی از ساختمان های ارزشمند میراثی و تاریخی مربوط به اواخر دوره قاجار است که در شیراز، خیابان فردوسی واقع شده است.   این اثر در تاریخ ۲۴ آذر ۱۳۵۴ با شمارهٔ ثبت ۱۲۲۱ به‌عنوان یکی از آثار ملی ایران به ثبت رسیده است. هم‌اکنون محل گرد همایی انجمن تمبر فارس  میباشد.
از ويژگی های اصلي باغ و عمارت سه طبقه داخل آن می توان به منبت كاری های بسيارظريف درها و نقاشی های رنگ و روغن برروی تيرک های سقف اشاره كرد.